# Drugi križarski rat
Drugi križarski rat je naziv za sukob koji se vodio između kršćanske vojske i muslimana a trajao je od 1147. – 1149. a završio je totalnim porazom kršćanskih snaga predvođenih kraljem Lujom VII. i carem Konradom III.
Križarske države nikad nisu bile posebno sigurne. Dapače, uvijek su živjele ugrožene od Turaka, koji su zadržali vlast u velikim gradovima, Alepu i Damasku. Koncem 1120-ih Turci su se uspjeli donekle ujediniti pod Zengijem, emirom Mosula i Alepa, i to je zaustavilo širenje križara. A onda su 1144. Turci vratili Edessu. Taj je događaj uzbudio Europljane i potaknuo ih da krenu u novi ratni pohod.
Papa Eugen III. je najavio Drugi križarski rat koji su po prvi put vodili europski kraljevi, i to Luj VII., kralj Francuske i Konrad III., rimsko-njemački kralj, potpomognuti brojnim europskim plemićima. Vojske dvaju kraljeva su odvojeno marširale preko Europe i djelomično ih je načeo Bizantski car Manuel I. Komnen, a čim su prešle u Anatoliju, obje vojske je porazila Turska vojska. 

## Prethodni događaji
Nakon što su postigli svoj cilj u neočekivano kratkom vremenu nakon Prvog križarskog rata, mnogi križari krenuli su kući. Da bi mogli upravljati osvojenim teritorijom oni koji su ostali osnovali su četiri križarske države: Jeruzalem, Edesu, Antiohiju, Tripoli. Ove su križarske države držale prednost u regiji sve do oko 1130. godine kada muslimanske snage započinju osvajati zemlju u svom svetom ratu (džihad) protiv kršćana koje su nazivali Franci. Godine 1144. general Zangi, guverner Mosula, osvaja Edesu, što je značilo gubitak najsjevernije križarske države. Taj događaj potaknuo je kršćanske vlasti na Zapadu da krenu u još jedan križarski rat. 

## Damask
Nakon što su Luj VII. i Konrad III. uspjeli okupiti svoje vojske u Jeruzalemu, odlučili su napasti sirijsko uporište Damask s c. 50 000 vojnika (što je bila najveća okupljena vojska do tada). Vladar Damaska bio je prisiljen pozvati Nur al-Dina, Zangijevog nasljednika u Mosulu za pomoć. Zajedničke muslimanske snage nanijele su poraz križarima, okončavši Drugi križarski rat. Nur al-Din dodao je tako Damask svom rastućem carstvu 1154. godine.